# Cantonul Passais
Cantonul Passais este un canton din arondismentul Alençon, departamentul Orne, regiunea Basse-Normandie, Franța.

## Comune
| Comune                 | Populație (1999) | Cod poștal | Cod INSEE |
| ---------------------- | ---------------- | ---------- | --------- |
| L'Épinay-le-Comte      | ...              | 61350      | 61155     |
| Mantilly               | ...              | 61350      | 61248     |
| Passais                | ...              | 61350      | 61324     |
| Saint-Fraimbault       | ...              | 61350      | 61387     |
| Saint-Mars-d'Égrenne   | ...              | 61350      | 61421     |
| Saint-Roch-sur-Égrenne | ...              | 61350      | 61452     |
| Saint-Siméon           | ...              | 61350      | 61455     |
| Torchamp               | ...              | 61330      | 61487     |